# Eptinezumab
L'eptinezumab, conosciuto con il nome commerciale di Vyepti, è un anticorpo monoclonale umanizzato usato per il trattamento preventivo dell'emicrania negli adulti. Il farmaco si lega ai peptidi correlati al gene della calcitonina (CGRP) alfa e beta ed è somministrato per via intravenosa.

## Storia
È stata approvata la commercializzazione dell'eptinezumab negli Stati Uniti nel febbraio 2020; la Food and Drug Administration (FDA) ne ha approvato l'uso terapeutico basandosi su due studi clinici (Trial 1/NCT02559895 e Trial 2/NCT02974153) su un totale di 1 741 soggetti affetti da cefalea connessa ad emicrania cronica o episodica; gli studi clinici, in doppio cieco, sono stati condotti simultaneamente in 212 sedi diverse tra Stati Uniti, Georgia, Russia, Ucraina ed Unione Europea. I benefici e gli effetti collaterali sono stati valutati con gli stessi metodi nei due studi, che hanno riguardato individui tra i 18 e i 71 anni di età. Nel Trial 1 sono stati reclutati pazienti affetti da episodi di emicrania intermittente, mentre nel Trial 2 sono stati reclutati pazienti affetti da forme croniche di emicrania. I pazienti hanno ricevuto una o due dosi di eptinezumab o, in alternativa, di placebo, ogni tre mesi per un totale di 12 mesi nel Trial 1 e di 6 mesi nel Trial 2. La somministrazione di eptinezumab ha portato a una riduzione significativa, rispetto al gruppo a cui è stato somministrato il placebo, del numero medio mensile degli episodi di emicrania fin dai primi 3 mesi in entrambi gli studi clinici.
Nel novembre 2021, il Comitato per i prodotti medicinali ad uso umano, facente parte dell'Agenzia europea per i medicinali (EMA), ha raccomandato di garantire un'autorizzazione alla messa sul mercato dell'eptinezumab/Vyepti a scopo di profilassi antiemicrania. Nel gennaio 2022 è stato ufficialmente approvato l'utilizzo dell'eptinezumab nell'Unione Europea.